# Challenger de Burdeos
El BNP Paribas Primrose Burdeos o simplemente Challenger de Burdeos es un torneo de tenis de categoría ATP Challenger Tour que se disputa en Burdeos, Francia desde el año 2008 en polvo de ladrillo. En el año 2023, fue de categoría 175.

## Finales

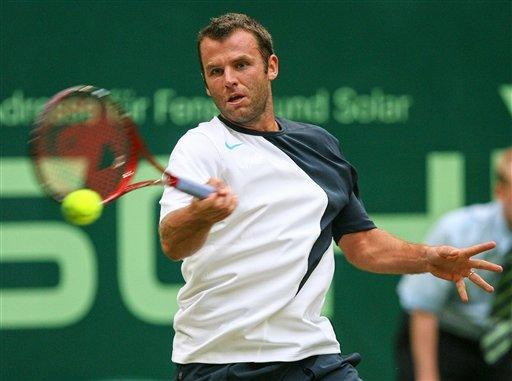
El Francés Marc Gicquel ganador en individuales en 2009 y 2011.

### Individuales
| Año  | Campeón                    | Finalista               | Resultado       |
| ---- | -------------------------- | ----------------------- | --------------- |
| 2025 | Giovanni Mpetshi Perricard | Nikoloz Basilashvili    | 6-3,56-7, 7-5   |
| 2024 | Arthur Fils                | Pedro Martínez Portero  | 6-2, 6-3        |
| 2023 | Ugo Humbert                | Tomás Martín Etcheverry | 7-63, 6–4       |
| 2022 | Alexei Popyrin             | Quentin Halys           | 2–6, 7–65, 7–64 |
| 2021 | No celebrado               | No celebrado            | No celebrado    |
| 2020 | No celebrado               | No celebrado            | No celebrado    |
| 2019 | Lucas Pouille              | Mikael Ymer             | 6–3, 6–3        |
| 2018 | Reilly Opelka              | Grégoire Barrère        | 6–75, 6–4, 7–5  |
| 2017 | Steve Darcis               | Rogério Dutra Silva     | 7–62, 4–6, 7–5  |
| 2016 | Rogério Dutra Silva        | Bjorn Fratangelo        | 6–3, 6–1        |
| 2015 | Thanasi Kokkinakis         | Thiemo de Bakker        | 6–4, 1–6, 7–65  |
| 2014 | Julien Benneteau           | Steve Johnson           | 6-3, 6-2        |
| 2013 | Gaël Monfils               | Michaël Llodra          | 7-5, 7-65       |
| 2012 | Martin Kližan              | Teymuraz Gabashvili     | 7-5, 6-3        |
| 2011 | Marc Gicquel               | Horacio Zeballos        | 6-2, 6-4        |
| 2010 | Richard Gasquet            | Michaël Llodra          | 7-5, 0-6, 6-2   |
| 2009 | Marc Gicquel               | Mathieu Montcourt       | 4-6, 6-1, 6-4   |
| 2008 | Eduardo Schwank            | Igor Kunitsyn           | 6-2, 6-2        |

### Dobles
| Año  | Campeón                              | Finalista                        | Resultado        |
| ---- | ------------------------------------ | -------------------------------- | ---------------- |
| 2024 | Julian Cash Robert Galloway          | Quentin Halys Nicolas Mahut      | 6–3, 7–6(2)      |
| 2023 | Lloyd Glasspool Harri Heliövaara     | Sadio Doumbia Fabien Reboul      | 6–4, 6–2         |
| 2022 | Rafael Matos David Vega Hernández    | Hugo Nys Jan Zieliński           | 6–4, 6–0         |
| 2021 | No celebrado                         | No celebrado                     | No celebrado     |
| 2020 | No celebrado                         | No celebrado                     | No celebrado     |
| 2019 | Grégoire Barrère Quentin Halys       | Romain Arneodo Hugo Nys          | 6–4, 6–1         |
| 2018 | Bradley Klahn Peter Polansky         | Guillermo Durán Máximo González  | 6–3, 3–6, [10–7] |
| 2017 | Purav Raja Divij Sharan              | Santiago González Artem Sitak    | 6–4, 6–4         |
| 2016 | Johan Brunström Andreas Siljeström   | Guillermo Durán Máximo González  | 6–1, 3–6, [10–4] |
| 2015 | Thiemo de Bakker Robin Haase         | Lucas Pouille Sergiy Stakhovsky  | 6–3, 7–5         |
| 2014 | Marc Gicquel Sergiy Stakhovsky       | Ryan Harrison Alex Kuznetsov     | Walkover         |
| 2013 | Christopher Kas Oliver Marach        | Nicholas Monroe Simon Stadler    | 2-6, 6-4, 10-1   |
| 2012 | Martin Kližan Igor Zelenay           | Olivier Charroin Jonathan Marray | 7-65, 4-6, 10-4  |
| 2011 | Jamie Delgado Jonathan Marray        | Julien Benneteau Nicolas Mahut   | 7-5, 6-3         |
| 2010 | Nicolas Mahut Édouard Roger-Vasselin | Karol Beck Leoš Friedl           | 5-7, 6-3, 10-7   |
| 2009 | Pablo Cuevas Horacio Zeballos        | Xavier Pujo Stéphane Robert      | 4-6, 6-4, 10-4   |
| 2008 | Diego Hartfield Sergio Roitman       | Tomasz Bednarek Dušan Vemić      | 6-4, 6-4         |